# Идумея
Идуме́я (эдом. 𐤀𐤃𐤌, греч. Ἰδουμαία, ивр. אֱדוֹם‎, Эдо́м) — историческая область и царство на юге Израильского нагорья. На севере граничит с Иудеей, с южной оконечностью Мёртвого моря и страной Моав, на востоке с пустыней южного Заиорданья, на юге с заливом (Акаба), на западе с Синайским полуостровом. Со второй половины 2-го тысячелетия до н. э. была населена идумеями (едомитянами), отсюда название страны.
Основателем Идумеи считается сын библейского патриарха Исаака Исав (Эдом), брат Иакова, не переселившийся вслед за ним в Египет. Столицей Идумеи был город Петра (Села), расположенный в высоких неприступных горах.

## История Идумеи
При исходе из Египта жители Идумеи не позволили евреям во главе с Моисеем пройти через их земли (Чис. 20:21). В Библии (Быт. 36) указаны восемь идумейских царей, начиная с Белы, правившие страной до завоевания её в XI веке до н. э. Давидом. В IX—VII вв. до н. э. Идумея была данником Ассирии, а в VII—VI вв. до н. э. — Нововавилонского царства.

Идумея

Идумеи находились в постоянной вражде с евреями, не раз пытавшимися захватить их земли. Вместе с вавилонянами идумеи участвовали в осаде и разрушении Иерусалима (586 г. до н. э.) и к концу VI века до н. э. овладели частью Южного Израиля.

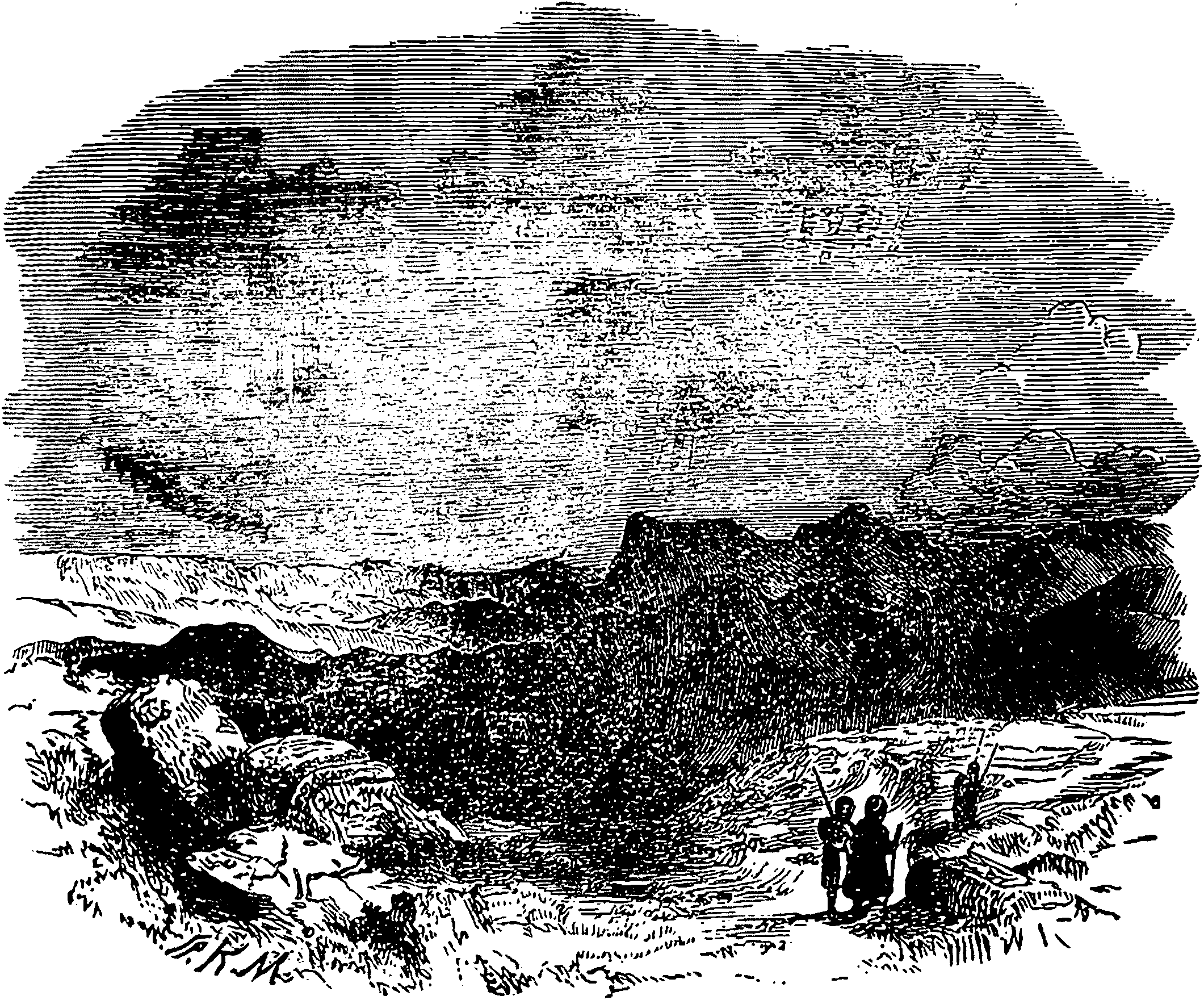
Гора Ор (гора) и Идумея
(рисунок из «Библейской энциклопедии»)

С образованием Набатейского царства (конец III века до н. э.) большая часть территории Идумеи вошла в его состав. Западная Идумея с частью Южного Израиля (центр — Хеврон) представляла самостоятельное царство Идумею, в конце II века до н. э. завоёванное иудейским царём Иоанном Гирканом I из династии Хасмонеев. Всё его население было обращено в иудаизм (ИД кн.13, гл.9:1).
В 63 году до нашей эры Идумея вместе с Иудеей была покорена Римом и находилась под римским протекторатом. Из идумеев происходил царь Ирод Великий.
В 106 году нашей эры Идумея потеряла статус вассального царства, значительная часть её территории вошла в состав римской провинции Аравия. После этого её государственность никогда не восстанавливалась, перестало существовать и само название Идумея.